# Deutsch-französische Filmakademie
Die deutsch-französische Filmakademie (französisch: „L'Académie franco-allemande du cinéma“) ist eine Einrichtung mit dem Ziel, die filmische Zusammenarbeit beider Länder anzukurbeln. Die Geschäfte der Akademie werden von der französischen Centre National de la Cinématographie (CNC) und dem deutschen BKM geführt.

## Geschichte
Die Gründung der deutsch-französischen Filmakademie wurde vom damaligen Bundeskanzler Gerhard Schröder und vom französischen Staatspräsidenten Jacques Chirac im November 1999 angeregt. Die konstituierende Sitzung fand am 26. Juni 2000 in Berlin im Beisein beider Politiker statt.
Am 17. Mai 2001 wurden am Rande des Festival International du Film de Cannes zwischen beiden Ländern ein Koproduktionsabkommen und ein Zusatzabkommen (Mini-Traité) unterzeichnet, aus dem darüber hinaus eine gesonderte deutsch-französische Filmförderung hervorging.

## Bekannte Mitglieder
Die Mitglieder, insgesamt etwa vierzig Filmschaffende, darunter Produzenten, Autoren, Schauspieler und Verleiher, treffen in unregelmäßigen Abständen, meist am Rande von Filmfestivals, zu Arbeitssitzungen zusammen. Außerdem gibt es Arbeitsgruppen. Das Gremium soll die Filmpolitiker beider Länder beraten und Anstöße zur Verstärkung der deutsch-französischen filmpolitischen Zusammenarbeit geben.
- Helga Bähr
- Isolde Barth
- Caroline Elias
- Margarethe Evers
- Jeanne Moreau
- Margaret Ménégoz
- Hengameh Panahi
- Helma Sanders-Brahms
- Carole Scotta
- Irene Wittek
- Jérôme Clément
- Antoine de Clermont-Tonnerre
- Peter Dinges
- Ulrich Felsberg
- Thierry Frémaux
- Rainer Kölmel
- Dieter Kosslick
- Stefan Hutter
- Marc Nicolas
- Eberhard Junkersdorf
- Jobst Plog
- Volker Schlöndorff
- Michael Schmidt-Ospach, Filmstiftung NRW
- Yves Marmion
- Peter Sehr, Filmakademie Baden-Württemberg
- Dieter Wiedemann, Hochschule für Film und Fernsehen Potsdam

## Initiativen
Mehrere Initiativen wurden im Rahmen der deutsch-französischen Filmakademie ins Leben gerufen:

### Minitraité
Das CNC und die Filmförderungsanstalt (FFA) haben mit dem Mini-Traité einen Fonds bereitgestellt, in den jedes Land jährlich 1,5 Millionen Euro einzahlt. Dieser Fonds ermöglicht Produzenten die Förderung ihrer deutsch-französischen Koproduktionen.
Eine Kommission aus französischen und deutschen Branchenfachleuten bearbeitet die Dossiers, die dem CNC und der FFA vorgelegt werden. Beide Länder müssen ein positives Urteil ablegen, bevor ein Film eine Förderung erhalten kann.

### Atelier Ludwigsburg-Paris
Unter der Schirmherrschaft der deutsch-französischen Filmakademie entstand mit der Masterclass für junge europäische Filmproduzenten ein einjähriges Fortbildungsprogramm, das in die Hände der Filmakademie Baden-Württemberg, Ludwigsburg, und der Filmhochschule La Fémis, Paris, gelegt wurde. Dieses Programm besteht seit dem 10. September 2001; der Schwerpunkt des einjährigen Postgraduate-Programms liegt in den Bereichen Finanzierung, Entwicklung, Produktion, Verleih und Weltvertrieb. Zum Abschluss des Jahres produzieren alle Teilnehmer eine Kurzfilmreihe in Koproduktion mit ARTE.
Siehe auch: Atelier Ludwigsburg-Paris

### Deutsch-französisches Filmtreffen
Die jüngste Initiative der Akademie ist die Gründung des Vereins Das deutsch-französische Filmtreffen (Les Rendez-vous franco-allemands du cinéma). Sein Ziel ist die Harmonisierung der Produktionsstrukturen für deutsch-französische Koproduktionen sowie die Förderung des Verleihs deutscher bzw. französischer Filme im jeweils anderen Land.
Bei dem jährlichen Branchentreffen kommen deutsche und französische Produzenten, Verleiher und ausgewählte Fachleute seit 2003 jeden Herbst für zwei Tage zusammen, studieren exemplarische Einzelfälle und nehmen an Podiumsdiskussionen teil.
Darüber hinaus bietet der Verein Beratung und Unterstützung für Deutsche und Franzosen an, die mit dem jeweils anderen Land kooperieren möchten. Aktuelle Informationen zur deutschen und französischen Filmwirtschaft werden kontinuierlich gesammelt und für alle Interessierten auf der Website des Vereins zusammengestellt.